# Repubblica Socialista Sovietica Autonoma Ciuvascia
La Repubblica Socialista Sovietica Autonoma Ciuvascia (in russo Чувашская А втономная Советская Социалистическая Республика?, Chuvashskaya Avtonomnaya Sovetskaya Sotsialisticheskaya Respublika; in ciuvascio Автономиллĕ Социализмлă Чăваш Совет Республики, Avtonomillĕ Socializmilă Çăvaš Sovet Respubliki) era una repubblica autonoma della SFSR russa all'interno dell'Unione Sovietica.
Occupava circa 18 000 chilometri quadri (6 900 miglia quadre) lungo la sponda orientale del fiume Volga, circa 60 chilometri (37 miglia) a ovest della confluenza del fiume con il fiume Kama e circa 700 chilometri (430 miglia) a est di Mosca.
Successore dell'Oblast autonomo di Ciuvascia, l'ASSR ciuvascia fu formato nel 1925. Dichiarò la sua sovranità all'interno dell'Unione Sovietica Unione nel 1990 come Repubblica Ciuvascia.
Le sue attività economiche principali erano l'agricoltura. e vengono enfatizzati la produzione di frutta e il disboscamento. La capitale era Cheboksary.